# ドン・ミゲル・イダルゴ・イ・コスティージャ国際空港
ドン・ミゲル・イダルゴ・イ・コスティージャ国際空港（ドン・ミゲル・イダルゴ・イ・コスティージャこくさいくうこう、スペイン語: Aeropuerto Internacional Don Miguel Hidalgo y Costilla, 英語: Don Miguel Hidalgo y Costilla International Airport）は、メキシコ・ハリスコ州グアダラハラにある国際空港である。グアダラハラ国際空港（スペイン語：Aeropuerto Internacional de Guadalajara、英語：Guadalajara International Airport）と呼ばれることも多い。

## 概要
グアダラハラ市街中央部から南東に16kmに位置する。2019年の旅客数は1482万人で、メキシコの空港ではメキシコ・シティ国際空港、カンクン国際空港に次いで3位だった。運営はスペインの持ち株会社で、メキシコ国内のいくつかの中規模空港を所有している「グルポ・アエロポルトゥアリオ・デル・パシフィコ」（Grupo Aeroportuario del Pacifico）。メキシコ独立戦争の指導者ミゲル・イダルゴにちなんで命名されている。収容能力を倍にするべくターミナルビル、駐機場などの拡張工事を行っている。

## 主な航空会社
- アエロメヒコ航空
  - アエロメヒコ・コネクト
- ボラリス
- ビバアエロブス
- マグニチャーターズ
- アエロマール航空
- カラフィア航空

- アメリカン航空
  - アメリカン・イーグル
- デルタ航空
  - デルタ・コネクション
- ユナイテッド航空
  - ユナイテッド・エクスプレス
- アラスカ航空
- コパ航空

## 主な就航路線
- メキシコシティ、カンクン、モンテレイ、ティフアナ、チワワ、クリアカン、エルモシージョ、メリダ、プエブラ、シウダーフアレス、メヒカリ、オアハカ、プエルトバヤルタ、ロスカボス、トゥストラグティエレス、ベラクルス、ビヤエルモサ、アカプルコ、ラパス、タパチュラ

- アトランタ、シカゴ/オヘア、ニューヨーク/JFK、シャーロット、ロサンゼルス、サンフランシスコ、ラスベガス、リノ、フェニックス、ダラス、ヒューストン、サンアントニオ、デンバー、ソルトレイクシティ、マイアミ、オーランド、シアトル、ポートランド(OR)、サクラメント、サンノゼ(CA)、オークランド、フレズノ、オンタリオ

- パナマシティ

- マドリッド